# Tito Vetúrio Gêmino Cicurino (cônsul em 494 a.C.)
Tito Vetúrio Gêmino Cicurino em latim: Titus Veturius Geminus Cicurinus foi um político e general da gente Vetúria nos primeiros anos da República Romana. Serviu como cônsul em 494 a.C. juntamente com Aulo Vergínio Tricosto Celimontano.

## Família
Cicurino parece ter sid o nome de dois ramos familiares da gente Vetúria, que utilizavam os cognomes "Crasso Cicurino" e "Gêmino Cicurino". Tito Vetúrio era provavelmente irmão gêmeo de Caio Vetúrio Gêmino Cicurino, que foi cônsul em 499 a.C.
Seu filho, Tito Vetúrio Gêmino Cicurino, que também foi nomeado "Gêmino", foi cônsul em 462 a.C.

## Consulado
Durante seu mandato, Vergínio e Vetúrio, seu colega, tiveram que enfrentar o tumulto popular que levou à secessão da plebe. Os dois cônsules levaram o assunto para o senado, mas os senadores criticaram os dois por não utilizarem sua autoridade consular para evitar o aumento da revolta. Eles foram então instruídos a alistar um novo exército com base na população, mas houve muita resistência. O senado, percebendo a gravidade da situação, debateu a crise e escolheu nomear Mânio Valério Máximo como ditador.
Diversas ameaças militares emergiram e Vetúrio recebeu três legiões para lidar com os vizinhos équos, que haviam invadido o Lácio. Seu exército atacou um acampamento équo nas montanhas e eles fugiram, deixando para os romanos os espólios do acampamento sem derramamento de sangue.
Depois que os exércitos voltaram para Roma, o ditador renunciou em desgosto por causa da falta de vontade do Senado em chegar numa solução com a plebe. Então, sob o pretexto de novas hostilidades, desta vez pelos équos, o senado ordenou que as legiões fossem novamente levadas para fora da cidade, o que enfureceu o povo. Para escapar de seu juramento militar, a população chegou a considerar assassinar os cônsules, mas observou-se que um ato criminoso não os absolveria de um juramento que era sagrado por natureza. Logo depois, a plebe secedeu para o Mons Sacer e a crise continuou no ano consular seguinte.